# Martin Gruber (Schauspieler)
Martin Gruber (* 16. Mai 1970 in München) ist ein deutsch-amerikanischer Schauspieler.

## Leben
Martin Gruber wuchs in München auf und besuchte dort die Hotelfachschule. Er wurde in der TV-Produktion Ring of the Musketeers als junger Peter Porthos besetzt (Hauptrolle: Thomas Gottschalk) und war fasziniert von der Arbeit als Schauspieler. Er absolvierte seine Schauspielausbildung an der William Esper School in New York und am Actors Movement Studio unter der Leitung von Lloyd Williamson. Danach folgten unter anderem Rollen im Tatort, Bim Bam Bino, Hunger – Sehnsucht nach Liebe, der ZDF-Vorabendserie Samt und Seide, SOKO München, Rosamunde Pilcher und Inga Lindström. Martin Gruber stand zusammen mit Milo Ventimiglia für den Kurzfilm Intelligence unter der Regie von Allen Martinez in Los Angeles vor der Kamera. Er spielte 2005 bis 2006 in Eggenfelden im Theater an der Rott. Hier hatte er die Rolle des Franz von Moor in Friedrich Schillers Die Räuber, des liebeskranken Harry in dem Musical Harry und Sally und die des Räuberhauptmanns in Das Wirtshaus im Spessart.
In der ARD-Telenovela Sturm der Liebe spielte er ab November 2006 den Restaurantleiter Felix Tarrasch (Saalfeld). Im Juni 2008 wurde er dafür mit dem italienischen Medienpreis Premio Napoli Cultural Classic ausgezeichnet. Von Oktober 2008 bis September 2009 hatte er die männliche Hauptrolle der vierten Staffel inne.
Seit November 2009 spielte er die Hauptrolle den Leiter der Bergrettung Andreas Marthaler in Die Bergretter. Martin Gruber stieg 2014 nach dem Dreh der sechsten Staffel aus der Fernsehserie aus, damit er sich nach eigenen Worten wieder mehr um seine Familie kümmern und anderen Rollen zuwenden könne.
Martin Gruber engagiert sich sozial und gründete 2014 die Martin Gruber–Stiftung. Die Martin Gruber-Stiftung arbeitet eng mit der Anton Schrobenhauser Stiftung kids to life zusammen, für die Martin Gruber auch Botschafter ist. Die Martin Gruber–Stiftung engagiert sich für das Schulprojekt „WerteRaum“, das der Wertevermittlung für Kinder im Grundschulalter mit Migrationshintergrund gewidmet ist. Im März 2017 wurde er zum Botschafter der José Carreras Leukämie-Stiftung ernannt.
Am 18. März 2017 erhielt Martin Gruber in Gersthofen den Römerorden der Interessengemeinschaft der Faschingsgesellschaften aus Augsburg und Umgebung „Under Oiner Kapp“ (UOK).
Im März 2021 wurde er als Nachfolger von Stefan Jürgens als Ermittler in der ORF/ZDF-Fernsehserie SOKO Donau/SOKO Wien vorgestellt, in der er ab der 17. Staffel die Rolle des Kriminalhauptkommissars Max Herzog übernahm.

## Filmografie und Theater

### Theater
- 2002: Cosi als Lewis
- 2003: Ein Sommernachtstraum als Oberon
- 2004: Etude 96 als Ted
- 2005: Cabaret als Clifford Bradshaw
- 2005: Die Räuber als Franz Moor
- 2006: Harry & Sally als Harry
- 2006: Das Wirtshaus im Spessart als Räuberhauptmann

### Film und Fernsehen
- 1990: High Score
- 1992: Der Ring der Musketiere (Ring of the Musketeers)
- 1995: So ist das Leben! Die Wagenfelds
- 1996: Verbotene Liebe (Fernsehserie, 4 Folgen)
- 1996: Tod im Paradies
- 1997: Bim Bam Bino
- 1997: Hunger – Sehnsucht nach Liebe
- 1997: Der Skorpion
- 1997: Frucht der Gewalt
- 1997: Sophie – Schlauer als die Polizei (Fernsehserie, 1 Folge)
- 1997: Tatort: Der Teufel
- 1998: First Love – Die große Liebe (Fernsehreihe)
- 1998: Lonny, der Aufsteiger
- 1998: Weißblaue Geschichten (Fernsehserie, Folge: Die Autopanne)
- 1998–1999: Für alle Fälle Stefanie (Fernsehserie, 5 Folgen)
- 1999: Rosamunde Pilcher – Blüte des Lebens
- 1999: No Sex
- 2000: Die Rote Meile (Fernsehserie, Folge: Sexy Mama)
- 2001: Powder Park (Fernsehserie, 2 Folgen)
- 2001: SOKO Kitzbühel (Fernsehserie, Folge: Die letzte Seilbahn)
- 2001–2004: Samt und Seide (Fernsehserie, 24 Folgen)
- 2002: Polizeiruf 110: Um Kopf und Kragen
- 2002: Tigermännchen sucht Tigerweibchen
- 2002: Forsthaus Falkenau (Fernsehserie, Folge: Ärger über Ärger)
- 2004–2018: SOKO München (Fernsehserie, 4 Folgen, verschiedene Rollen)
- 2004: Expeditions to the Edge (Fernsehserie, Folge: Hostage Mountain)
- 2004: Art of Matter (Kurzfilm)
- 2005: White Nights
- 2005: Jet Blue (Kurzfilm)
- 2005: The Indie Pendant
- 2006: Inga Lindström: Wolken über Sommarholm
- 2006: Die Rosenheim-Cops (Fernsehserie, Folge: Im Banne der Koi)
- 2006: Intelligence (Kurzfilm)
- 2006–2009, 2010, 2013: Sturm der Liebe (Fernsehserie, 648 Folgen)
- 2008: Du machst das schon (Kurzfilm)
- 2009–2014: Die Bergretter (Fernsehserie, 38 Folgen)
- 2011: Utta Danella – Wachgeküsst
- 2012: Manche mögen’s glücklich
- 2012: Der Bergdoktor (Fernsehserie, Folge: Virus)
- 2013: Frühlingskinder
- 2013: SOKO Köln (Fernsehserie, Folge: Tod im Stall)
- 2013: SOKO Leipzig (Fernsehserie, Folge: Der Klotz)
- 2014: Einmal Frühling und zurück
- 2015: Heiter bis tödlich: Hubert und Staller (Fernsehserie, Folge: Tod an Loch 6)
- 2015: Das Traumschiff – Macau
- 2016: Frau Pfarrer & Herr Priester
- 2016: Die Chefin (Fernsehserie, Folge: Familie)
- 2017: SOKO Wien (Fernsehserie, Folge: Ein hoher Preis)
- 2017: Nackt. Das Netz vergisst nie.
- 2017: Bettys Diagnose (Fernsehserie, Folge: Verwirrungen)
- 2017: Rosamunde Pilcher – Das Gespenst von Cassley
- 2018: Um Himmels Willen (Fernsehserie, Folge: Zwei Väter)
- 2018: Daheim in den Bergen – Liebesreigen (Fernsehreihe)
- 2018: Geister der Weihnacht (Sprecher)
- 2019: Beste Schwestern (Fernsehserie)
- 2019–2020: Nachtschwestern (Fernsehserie)
- 2019: Hubert ohne Staller (Fernsehserie, Folge: Die Glücksbreze)
- 2019: Morden im Norden (Fernsehserie, Folge: Selbstlos)
- 2019: Heldt (Fernsehserie, Folge: Nur das Beste)
- 2019: SOKO Wismar (Fernsehserie, Folge: Zu Tode erschreckt)
- 2019: Der Alte (Fernsehserie, Folge: Pias Geheimnis)
- 2019: Tierärztin Dr. Mertens (Fernsehserie, Folge: Wege zum Glück)
- 2020: Das Traumschiff – Kolumbien
- 2020: Der Ranger – Paradies Heimat – Zeit der Wahrheit (Fernsehreihe)
- 2020: Il Commissario Ricciardi
- 2020: In aller Freundschaft – Die jungen Ärzte (Fernsehserie, Folge: Kokon)
- 2021: Kanzlei Berger (Fernsehserie, 1 Folge)
- seit 2022: SOKO Donau/SOKO Wien (Fernsehserie)